# 浄正寺 (荒川区)
浄正寺（じょうしょうじ）は、東京都荒川区にある浄土宗の寺院。

## 概要
1503年（文亀3年）、鏡誉存円によって開山された。
境内には、板碑や庚申待供養碑などが数多く残されている。

## 三河島観音
本堂前には「三河島観音」がある。これは三河島事故の犠牲者の慰霊碑で、正式名は「三河島事故慰霊碑」である。その台座の上に観音菩薩像が安置されていることから、そう呼ばれている。事故犠牲者の一周忌の時に建てられたもので、「三河島事故慰霊碑」の文字は当時の国鉄総裁十河信二によって書かれたものである

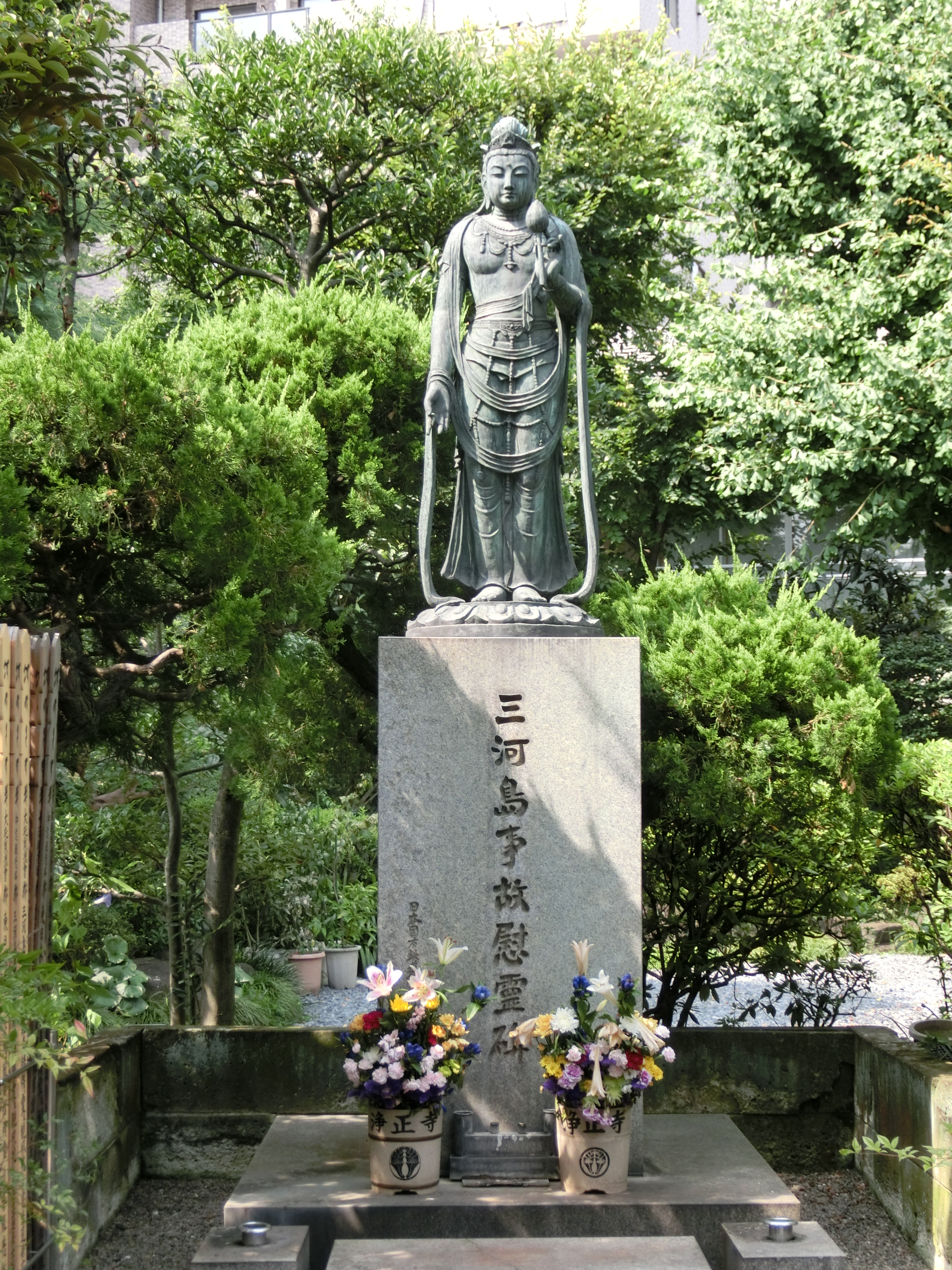
三河島事故慰霊碑

## 墓所
- 松本市郎兵衛（三河島の名主）

## 交通アクセス
- 三河島駅より徒歩4分（経路案内）。
- 新三河島駅より徒歩8分（経路案内）。